# Attilio Calatroni
Attilio Calatroni (Brescia, 18 luglio 1950) è un ex schermidore italiano, specializzato nel fioretto. Ha vinto una medaglia d'argento nella scherma ai Giochi olimpici.

## Biografia
Nel 1963 vinse a Roma il suo primo titolo italiano nella categoria "Giovanissimi". Quell'edizione del Gran Premio Giovanissimi di Scherma fu la prima di una lunga serie che si è protratta ininterrottamente fino ai giorni nostri.
Ancora giovanissimo si trasferì dalla natia Brescia a Padova, per divenire allievo del maestro polacco Ryszard Zub che allenava presso la storica Associazione Sportiva Petrarca Scherma.
Nel 1973 esordisce in un Campionato del Mondo Assoluto a Goteborg, in Svezia, venendo eliminato al secondo turno della gara individuale. Nella gara a squadre la nazionale italiana venne sconfitta nei quarti di finale da quella della Repubblica Federale Tedesca per differenza stoccate, successivamente perse anche lo spareggio con la Francia terminando al 7º posto della competizione. Con lui in quella nazionale Carlo Montano, Giovanni Battista Coletti, Mauro Pinelli e Stefano Simoncelli. Nello stesso anno sfiorò anche il titolo italiano assoluto, che fu vinto dal veneziano Mauro Pinelli.
Nel mondiale di Grenoble 1974 sfiorò all'accesso al girone finale, che avrebbe determinato l'assegnazione delle medaglie, fermandosi al turno di semifinale, mentre nella gara squadre la nazionale azzurra venne sconfitta nella finale per la medaglia di Bronzo dalla Francia padrone di casa.
Nel 1975 vince il Campionato Italiano Assoluto nella specialità del fioretto, il massimo titolo in campo nazionale, nel girone di finale riuscì a sconfiggere il torinese Nicola Granieri, Giovanni Battista Coletti e Carlo Montano, classificatisi nell'ordine. Nella gara a squadre con l'Associazione Sportiva Petrarca Scherma giunse alle spalle del Club di Scherma Torino.
Nello stesso anno nel mondiale di Budapest arrivò anche la prima medaglia iridata, con il bronzo conquistato nella gara a squadre. Nella competizione individuale si fermò al turno degli ottavi di finale, dove si infortunò alla mano. Tale imprevisto non solo lo costrinse a vedere la gara a squadre solo da tifoso, non potendo prenderne parte attiva, ma anche a rinunciare a quella di spada dove anche era stato selezionato.
Sempre in quell'anno vincerà con la nazionale italiana la "Coppa Gaudini" di fioretto a Bucarest, davanti a Francia, Romania e Ungheria.
Nel 1976 venne convocato per la sola gara a squadre ai giochi olimpici di Montreal, dove conquista la medaglia d'argento. Decisiva la sua prestazione nella semifinale con la forte squadra francese, dove Calatroni vinse tutti e quattro gli assalti, tra i quali spiccò il 5-0 inflitto al campione transalpino Revenu, permettendo alla nazionale italiana di accedere al match per la medaglia d'oro. Nella finale con la Repubblica Federale Tedesca non seppe ripetere la stessa performance, finendo sconfitto prima da Hein, poi da Behr, fino all'infortuno subito nel match con Bach che lo costrinse al ritiro.
Nel 1977 partecipò al suo ultimo mondiale, eliminato al secondo turno nella gara individuale, conquistò invece un prestigioso argento in quella a squadre, gli azzurri furono sconfitti solo dalla Repubblica Federale Tedesca in finale. In quella squadra esordiva un giovanissimo Andrea Borella, assieme al campione olimpico Fabio Dal Zotto, Giovanni Battista Coletti e Carlo Montano.
Nel 1980, rientrato a Brescia nella sua prima società, la Forza e Costanza, terminava il campionato italiano a squadre al 4º posto, dietro al Centro Sportivo Carabinieri, al Circolo Scherma Mestre ed al Club di Scherma Torino. In squadra con lui il giovane Federico Cervi.
Terminata la carriera agonistica ha intrapreso quella di Maestro di scherma, diplomandosi nel 1981 ed insegnando in prestigiose realtà del panorama schermistico nazionale, tra queste l'Associazione Sportiva Petrarca Scherma, il Club di Scherma Torino e la Schermabrescia, dove fino al 2003 fu il tecnico di un giovane Andrea Cassarà. Attualmente insegna nella sua sala bresciana Sala d'Armi M°Attilio Calatroni.

## Palmarès
In carriera ha ottenuto i seguenti risultati:
Giochi olimpici
Individuale
A squadre
- Argento nel fioretto a Montréal 1976

Mondiali
Individuale
A squadre
- Argento nel fioretto a Buenos Aires 1977
- Bronzo nel fioretto a Budapest 1975

Mondiali militari
Individuale
A squadre
- Oro nel fioretto a Ljungbyhed 1971

Campionati italiani
Individuale
- Oro nel fioretto a  1975

A squadre
- Argento nel fioretto a  1975